# Comuna Mîhalivți, Bar
Mîhalivți (în ucraineană Мигалівці) este o comună în raionul Bar, regiunea Vinnița, Ucraina, formată din satele Kozarivka și Mîhalivți (reședința).

## Demografie
Componența lingvistică a satului Mîhalivți
     Ucraineană (99,64%)
     Alte limbi (0,36%)
Conform recensământului din 2001, majoritatea populației satului Mîhalivți era vorbitoare de ucraineană (99,64%), existând în minoritate și vorbitori de alte limbi.